# Beatriz de Frangepán
Beatriz de Frangepán (en croata: Beatrica Frankopan, en húngaro: Frangepán Beatrix; 1480-Gyula, 27 de marzo de 1510) fue una duquesa húngara de origen croata, esposa del conde Juan Corvino (hijo ilegítimo del rey Matías Corvino de Hungría).

## Biografía
Beatriz nació en 1480 como hija del destacado humanista Bernardo de Frangepán (1452-1529), kniaz (duque) croata, y Donna Luisa de Marzano, duquesa de Rossano.

### Matrimonios, hijos e importancia
En 1496 fue tomada como esposa por el conde Juan Corvino (hijo ilegítimo del rey Matías Corvino de Hungría), con quien tuvo en ese mismo año a su hija, Isabel Corvina, y tres años después a Cristóbal (1499-1505).
Después de la muerte de su esposo en 1504, y de sus hijos al poco tiempo, Beatriz se convirtió en la heredera de todos los bienes de la familia Hunyadi/Corvino. En enero de 1509, el rey Vladislao II de Hungría intervino, instado por el emperador Maximiliano desde hacía tiempo, para que Beatriz fuese desposada por el margrave Jorge de Brandeburgo-Ansbach, una de las personalidades más influyentes de su época y sobrino en segundo grado del emperador. Beatriz fue acompañada por la segunda esposa de su abuelo, Doña Elvira de Torres de Navarra, noble española, quien por su inmensa cultura era muy apreciada en la corte de Flandes, regida por la nieta del emperador. Al morir Beatriz, Jorge heredó las propiedades y continuó sirviendo al rey Luis II de Hungría.